# ۷۰۲ (خورشیدی)
۷۰۲ هفتصد و دومین سال هجری خورشیدی است.